# 450 Brigitta
450 Brigitta là một tiểu hành tinh ở vành đai chính. Nó được Max Wolf và A. Schwassmann phát hiện ngày 10.10.1899 ở Heidelberg. Không biết rõ nguồn gốc tên của nó.